# Víctor Hugo Basabe
Víctor Hugo Basabe(17 de diciembre de 1961, Bobures, Zulia, Venezuela), es un obispo católico, nacido en Bobures, Estado Zulia Venezuela. Es el arzobispo de Coro desde el 15 de diciembre de 2023.

## Biografía[2]
Nació en Bobures, estado Zulia, el 17 de diciembre de 1961.
- Abogado por la Universidad del Zulia desde 1982 hasta 1989.
- Filosofía en el Seminario “Juan Pablo II”, en la Arquidiócesis de Barquisimeto 1993-1995.
- Bachillerato en Teología, en el Pontificio Ateneo Regina Apostolorum, Roma. 1995-1998.
- Licenciado en Derecho Canónico, Roma. 2000.Idiomas que habla:
- Español, italiano, portugués y tiene conocimientos de francés e inglés.

### Sacerdote
Fue ordenado diácono el 29 de junio de 1999, en la capilla del Colegio Mater Ecclesiae en Roma, a manos del arzobispo Roberto Lückert León. Su ordenación sacerdotal fue el 19 de agosto de 2000, en el Santuario de San Benito en Caja Seca, a manos del obispo William Delgado Silva.
Como sacerdote desempeñó los siguientes ministerios:
- Vicario parroquial de la Catedral de El Vigía. 2000. 2002.
- Canciller de la Curia Diocesana de El Vigía. 2000- 2007.
- Miembro del Consejo Presbiteral. 2000- 2007.
- Miembro del Consejo de Consultores. 2000- 2007; 2009-2012.
- Moderador de la Curia Diocesana 2005- 2007.
- Párroco de Ntra. Sra. del Carmen El Vigía- San Carlos. 2002- 2007.
- Experiencia en el Monasterio Trapense “Ntra. Sra. de los Andes”, Mérida. 2007-2008.
- Párroco de San Pedro Apóstol. El Vigía- San Carlos. 2008-2009.
- Párroco de Santa Bárbara El Vigía- San Carlos. 2009- 2012.
- Subsecretario de la Conferencia Episcopal Venezolana. 2013-2015.
- Secretario general de la Conferencia Episcopal Venezolana 2015.

## Episcopado

### Obispo de San Felipe
El 11 de marzo de 2016, el papa Francisco lo nombró obispo de San Felipe.
Fue consagrado el 21 de mayo del mismo año, en la Catedral de San Felipe, a manos del obispo José Luis Azuaje Ayala. Tomó posesión canónica el mismo día de su ordenación.
Fue nombrado administrador apostólico sede plena de Barquisimeto, y el 25 de marzo de 2020, con sede vacante.

### Arzobispo de Coro
El 31 de octubre de 2023,  el papa Francisco lo nombró arzobispo de Coro.
Tomó posesión canónica el 15 de diciembre siguiente, en la Catedral basílica de Santa Ana (Coro), siendo presentado por el arzobispo emérito, Mons. Mariano José Parra Sandoval.